# Literatura del naturalismo
Atendiendo a criterios puramente semánticos, el Diccionario de la lengua española, elaborado por la Real Academia Española define naturalismo, en su tercera acepción, como la "corriente literaria del siglo XIX que intensifica los caracteres del realismo inspirándose en la ciencia experimental y en la concepción determinista de las actitudes humanas". El corpus teórico del naturalismo literario fue establecido por É. Zola (prólogo a la segunda edición de Thérèse Raquin, 1868) como resultado de la conjugación de la literatura realista (Balzac, Stendhal, Flaubert) con el cientificismo positivista (Comte, Taine, C. Bernard). Aplicando a la literatura métodos científicos, el naturalismo pretendía reproducir la realidad con la máxima objetividad y en todos sus aspectos, incluso en los más vulgares.

## Narrativa

### Narrativa naturalista en Francia
Los naturalistas propiamente dichos desarrollaron o parecieron desarrollar principalmente una faceta de Balzac, pero abandonaron casi por completo su elemento romántico. En primer lugar aspiraban a la delineación exacta y casi fotográfica de los percances de la vida moderna, y en segundo lugar a una no supresión aún más intransigente de las características y funciones esenciales de esa vida que generalmente son suprimidas. Esta escuela puede estar principalmente representada por cuatro novelistas (en realidad tres, ya que dos de ellos eran hermanos que escribieron juntos hasta la muerte bastante prematura de uno de ellos): Émile Zola (1840-1902), Alphonse Daudet (1840-1897), y Edmond (1822-1896) y Jules (1830-1870) de Goncourt.

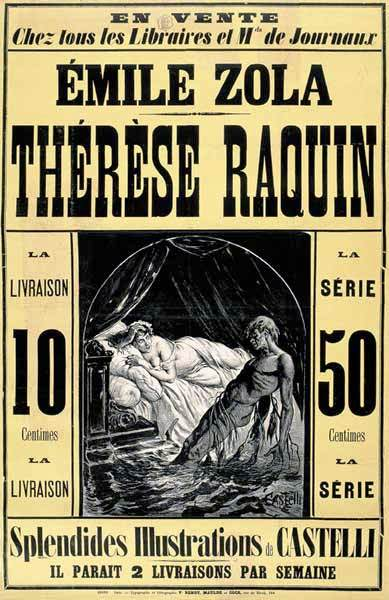
Folleto publicitario de la novela Thérèse Raquin (c. 1867).

Tras la publicación en 1867 de su terrible pero poderosa novela Thérèse Raquin, Émile Zola (1840-1902) proyectó, con su energía característica, algo más importante: la creación de un mundo propio, como el de La comedia humana de Balzac: la historia de una familia en sus diversas ramificaciones durante el Segundo Imperio. La historia de esta familia, los Rougon-Macquart, era narrada en una serie de novelas que contenían un estudio científico de la herencia ―la ciencia siempre fue el ignis fatuus de Zola― y un cuadro de la vida y la sociedad francesas. La primera novela de la serie, La Fortune des Rougon (La fortuna de los Rougon), apareció en formato de libro a finales de 1871. Fue seguida por La Curée (La jauría, 1874), Le Ventre de Paris (El vientre de París, 1874), La Conquête de Plassans (La conquista de Plassans, 1875), La Faute de l'Abbé Mouret (La culpa del abate Mouret, 1875), Son Excellence Eugène Rougon (Su Excelencia Eugène Rougon, 1876), libros todos ellos indiscutiblemente de una inmensa capacidad, y en cierta medida exitosos, pero no grandes éxitos populares. Después vino L'Assommoir (La taberna, 1877), la epopeya de la bebida, y el autor hizo fortuna. Zola se convirtió en el novelista más discutido, más leído y más vendido en Francia: las ventas de La taberna fueron incluso superadas por las de Nana (1880) y La Débâcle (El desastre, 1892). Desde La fortuna de los Rougon hasta Docteur Pascal (El doctor Pascal, 1893) hay aproximadamente una veintena de novelas en la serie de los Rougon-Macquart, cuya segunda mitad incluye las poderosas novelas Germinal (1885) y La Terre (La tierra, 1888). El conjunto es una obra gigantesca, fruto de una inmensa labor, de una tenacidad admirable ―tantas páginas escritas, mañana tras mañana, sin interrupción, durante unos treinta años―.
Zola era un idealista, pero mientras que otros idealistas idealizan los elementos más nobles de la naturaleza humana, así él, en su mayor parte ―sus libros tardíos, sin embargo, muestran una mejoría―, ha idealizado los elementos que resultan brutales. Veía la lujuria, la codicia y la gula del hombre, como en una visión, magnificada, abrumadora, portentosa. Y lo que veía lo presentaba con formidable poder. Es posible que su estilo carezca de las cualidades clásicas de la prosa francesa: luminosidad, delicadeza, lustre; ciertamente no tiene el colorido y la felicidad del tacto de Daudet. La primera impresión que produce puede ser de pesadez; pero para representar el sombrío horror de los temas en los que más se deleita ―acumulando detalle sobre detalle hasta que el resultado sea abrumador―, Zola no tiene quien le supere. Algunas de sus descripciones de muchedumbres en movimiento nunca han sido superadas. La extrema repulsión que emana de gran parte de sus obras, y el exagerado detallismo de casi todas ellas, causaron un gran perjuicio en su contra.
El periodista y escritor Jules Vallès (1832-1883) volvió a publicar en 1866 gran parte de su obra periodística en Refractaires, formando el volumen una novela de la cara sórdida de la vida parisina. En 1878 comenzó en Le Siècle la publicación por entregas de su principal obra, Jacques Vingtras, una extensa novela autobiográfica.
Escribiendo siempre conjuntamente, hasta la muerte del más joven, la ambición de los hermanos Goncourt ―Edmond (1822-1896) y Jules (1830-1870)― era no ser meramente novelistas, inventando un nuevo tipo de novela, sino historiadores. Poseían un don para la investigación rigurosa y esmerada, y ese don lo trasladarían, y el mayor de ellos continuaría haciéndolo después de la muerte de su hermano, a la escritura de novelas (Renée Mauperin, Germinie Lacerteux, Chérie, etc.) añadiendo un extraordinario cuidado por un lenguaje peculiar y, como ellos lo llamaban, "personal". Son sus novelas la obra por la cual pervivirán como artistas. Aprendiendo algo de Flaubert, y enseñándole casi todo a Zola, inventaron un nuevo tipo de novela, y sus novelas son el resultado de una nueva visión del mundo, en la que el elemento mismo de visión se descompone, como en un cuadro de Monet. Una novela de los Goncourt se compone de un número infinito de detalles, colocados uno al lado del otro, cada detalle igualmente destacado. Una novela de los Goncourt está escrita en breves capítulos, en ocasiones de no más de una página, y cada capítulo es una notación separada de algún acontecimiento significativo, alguna emoción o sensación que parece proyectar una súbita luz sobre la imagen de un alma.
Amigo íntimo de Edmond de Goncourt (que murió en su casa), de Flaubert, de Zola, Alphonse Daudet (1840-1897) pertenecía esencialmente a la escuela de ficción naturalista. Sus propias experiencias, su entorno, los hombres con los que había estado en contacto, varias personas que habían desempeñado un papel, más o menos público, en la vida parisina: todos entraron en su arte. Pero él vivificaba los materiales suministrados por su memoria. Su mundo posee el gran don de la vida. Daudet mezclaba con algo de naturalismo una cantidad de fantasía e ingenio mucho mayor de lo que sus compañeros se permitían a sí mismos o tal vez de lo que podían alcanzar. En 1872 produjo el famoso Aventuras prodigiosas de Tartarín de Tarascón. Pero Fromont jeune et Risler aîné (Fromont hijo y Risler padre, 1874) conquistó el mundo de inmediato. El libro exploró una vía, no ciertamente nueva en la literatura inglesa, pero relativamente nueva en la francesa. En él aparecía un escritor que poseía el don de la risa y las lágrimas, un escritor no solo sensible al patetismo y al sufrimiento, sino también a la belleza moral. Sus personajes eran reales y también típicos. El libro estaba vivo. Daba la impresión de un mundo real. Jack, la historia de un hijo ilegítimo, mártir del egoísmo de su madre, que siguió a aquel en 1876, solo sirvió para profundizar la misma impresión. Desde entonces en adelante su carrera fue la de un muy exitoso hombre de letras, publicando novela tras novela ―Le Nabab (1877), Los reyes en el exilio (1879), Numa Roumestan (1881), Safo (1884) , El inmortal (1888)―. Sus novelas han sido juzgadas de manera diversa, habiendo en algunas de ellas algo extrañamente parecido al plagio, y en otras, de hecho en la mayoría, un uso desmedido del privilegio del novelista consistente en introducir personas reales más o menos disfrazadas.
Aunque Daudet se defendió a sí mismo de la acusación de imitar a Dickens, resulta difícil creer por completo que tantas similitudes de espíritu y maneras no fueran buscadas. Sin embargo, lo que era puramente suyo era su estilo. Es un estilo que con razón puede llamarse "impresionista", pleno de luz y colorido, no descriptivo según la moda antigua, sino que destella su efecto deseado mediante una yuxtaposición magistral de palabras que son como pigmentos. Tampoco transmite, como el estilo de los Goncourt, por ejemplo, una constante sensación de esfuerzo. Está lleno de felices ocurrencias y de encanto ―"un encantador", lo llamaba Zola―.
Desde finales de la década de 1870, Joris-Karl Huysmans (1848-1907) produjo una serie de novelas de la vida cotidiana, como Les Sœurs Vatard (1879), En Ménage (1881) y À vau-l'eau (1882), en las que superó a Zola en su realismo minucioso y sin concesiones. Sin embargo, fue influido más directamente por Flaubert y los hermanos Goncourt que por Zola. Huysmans dio su obra más característica en 1884 con A contrapelo. À Rebours, la historia de los morbosos gustos de un aristócrata decadente, Des Esseintes, causó sensación en el ambiente literario, encubriendo su caricatura del simbolismo literario y artístico buena parte de las creencias reales de los líderes de la revuelta esteticista.
En 1880 Zola, que para entonces había formado una escuela de discípulos asiduos, publicó con algunos de ellos una colección de relatos breves, Las veladas de Médan, que contiene una de sus mejores obras, L'Attaque du moulin, y también el relato capital, Bola de sebo, de Guy de Maupassant (1850-1893). Maupassant desarrolló durante su breve carrera literaria tal vez las más extraordinarias facultades mostradas por cualquier novelista francés desde Flaubert (su valedor en ambos sentidos) en una serie de novelas extensas (Una vida, Bel-Ami, Pierre et Jean, Fort comme la mort) y relatos breves (Monsieur Parent, Las hermanas Rondoli, El Horla). En Bola de sebo, Maupassant se reveló a sus atónitos colaboradores y al público como un admirable prosista y un consumado maestro del cuento. Tal vez no haya otro ejemplo en la historia literaria moderna de un escritor que comience, como un artista completamente pertrechado, con una genuina obra maestra. Este éxito temprano fue seguido rápidamente por otro. El volumen titulado La casa Tellier (1881) confirmó la primera impresión, y doblegó incluso a aquellos a quienes repugnaba la elección de temas por parte del autor. Al año siguiente decidió intentar escribir, por primera vez, algo más ambicioso. Escogiendo retratar la vida de una joven irreprochable, desgraciada en su matrimonio, desgraciada con su hijo, constantemente desgraciada en cada circunstancia de su existencia, el autor la abandona, arruinada y prematuramente vieja, aferrada a la trágica esperanza ―que el tiempo, como se percibe, defraudará― de que podrá encontrar la felicidad en su nieto. Maupassant tituló Una vida (1883) este retrato de una mujer mediocre que experimenta la agonía constante de la desilusión. Su siguiente publicación sería Cuentos de la becada (1883), una colección de relatos tan indecorosos como inteligentes. Otras tres colecciones de relatos breves, tituladas Contes et nouvelles, Monsieur Parent y Contes du jour et de la nuit, publicadas en 1885, demostraron que si bien la visión del autor era tan incomparable como siempre, su fecundidad no mejoraba su impecable forma. A 1885 pertenece también una elaborada novela, Bel-Ami, la cínica historia de un canalla particularmente detestable y brutal que se abre camino en el mundo por medio de su bello rostro. Aunque la novela Mont-Oriol (1887) muestra al autor aparentemente en posesión absoluta de sus facultades, El Horla (1887) sugiere que ya estaba sometido a alarmantes alucinaciones. Volvió a los relatos breves en Le Rosier de Madame Husson (1888), un estallido de humor rabelaisiano similar a todo lo que había escrito. Sus novelas Pierre et Jean (1888), Fort comme la mort (1889) y Notre Coeur (1890) son penetrantes estudios tocados de una compasión más profunda de la que hasta entonces lo había caracterizado. Tras su muerte, entre sus documentos se encontraron los capítulos iniciales de dos novelas proyectadas, L'Angélus y L'Ame étrangere; éstas, junto con dos colecciones de cuentos, Le Père Milon (1898) y Le Colporteur (1899), han sido publicadas póstumamente.
Maupassant comenzó como seguidor de Flaubert y de Zola; el discípulo es el último de los "naturalistas": incluso destruyó el naturalismo, pues hizo todo lo que se puede hacer en ese sentido. No es una paradoja decir que sus acusadas limitaciones lo convirtieron en el artista incomparable que fue. Sin ser perturbada por ninguna influencia externa, su maravillosa clarividencia le permitió convertirse en un observador supremo y, dado su sentido literario, el resto era sencillo. Se enorgullecía de no inventar nada; no describía nada que no hubiera visto. Los campesinos que él había conocido de niño figuran en una veintena de cuentos; lo que vio en los despachos gubernamentales está puesto por escrito en L'Héritage; de Argel acopia el material para Maroca; bebe las aguas y construye Mont-Oriol; se introduce en el periodismo, construye Bel-Ami, y, en aras de la precisión, hace que su hermano, Hervé de Maupassant, pose para el retrato del héroe infame; observa a la sociedad mundana y, aunque le aburría intensamente, transcribe su vida en Fort comme la mort y Notre cœur. Su estilo es sumamente sencillo y sumamente sólido; no utiliza palabras raras o superfluas, y se contenta con usar la palabra más humilde si únicamente esa transmite la imagen exacta de la cosa vista. En diez años produjo unos treinta volúmenes. Con la excepción de Pierre et Jean, sus novelas, excelentes como son, apenas lo representan en su máxima expresión.
Paul Bourget (1852-1935), novelista y crítico francés, reorientó la corriente naturalista hacia un cauce "psicológico", conectándose en un nivel más alto con Stendhal, y en ella compuso libros muy populares en su estilo ―Cruelle Énigme (1885), Le Disciple (1889), Terre promise (1892), Cosmopolis (1892). En 1884 rindió una larga visita a Inglaterra, y allí escribió su primera historia publicada (L'Irréparable). Cruelle Énigme la siguió en 1885; y André Cornelis (1886) y Mensonges (Mentiras, 1887) fueron recibidas muy favorablemente. Le Disciple (El discípulo, 1889) mostraba al novelista en una actitud más grave. En 1891 apareció la novela Cœur de femme (Corazón de mujer). Sus posteriores novelas incluyen La Terre promise (La tierra prometida, 1892); Cosmopolis (1892), novela psicológica con Roma como trasfondo; Une Idylle tragique (Un idilio trágico, 1896); La Duchesse bleue (La duquesa azul, 1897); Le Fantôme (El fantasma, 1901); Les Deux Sœurs (Las dos hermanas, 1905), etc.
El triunfo del naturalismo francés se alcanzó con La taberna, pero aproximadamente una década después la mayoría de los escritores (incluido Zola) habían abandonado los principales principios programáticos de la escuela.

### Novela naturalista en Inglaterra

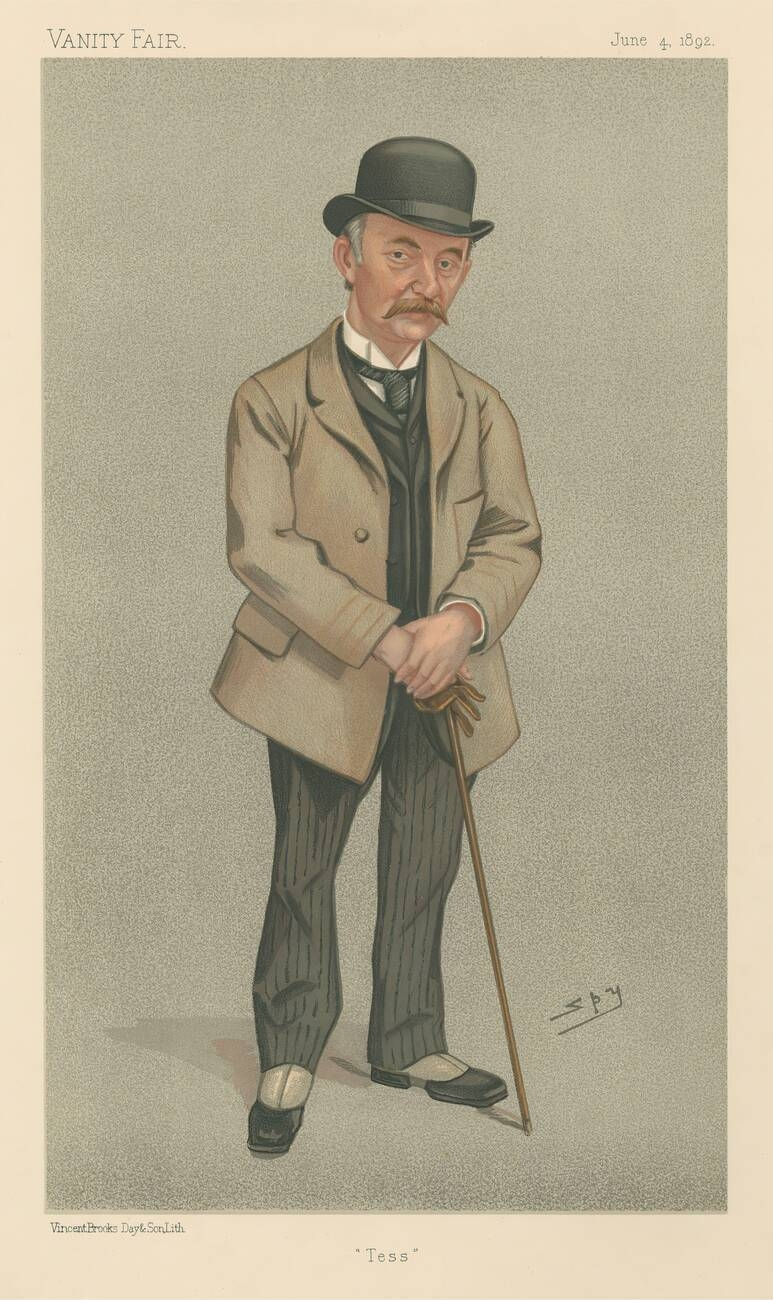
Caricatura de Thomas Hardy publicada por el semanario Vanity Fair en su número del 4 de junio de 1892.

Un gran novelista, contemporáneo de Meredith aunque algo más joven, que llegó a ser considerado como su rival en la novela inglesa de finales del siglo XIX, es Thomas Hardy (1840-1928). El público de éste, como el de Meredith, estará formado siempre por un círculo selecto, pero por otras razones. Aunque ambos admiten, por un lado, los progresos científicos de la época, y temen, por otro, que la tecnología aniquile la personalidad del hombre, Meredith y Hardy son novelistas muy distintos en filosofía y estilo: si el primero confía en que la evolución conducirá a una superación del hombre orientada por el espíritu, el segundo siente que a lo largo de su historia el hombre está dominado por la fatalidad. Ambos son poetas, y esta condición se plasma en la narración y en las descripciones, y se refleja en el optimismo y en el inspirado y brillante estilo de Meredith, y en el pesimismo de la prosa concreta y vigorosa de Hardy. Por su realismo regionalista y su poderosa facultad de crear personajes que son víctimas de un destino fatal ineludible, Thomas Hardy es mucho más conocido y apreciado por el público actual que Meredith. Por otra parte, llamarlo pesimista sería quizás injusto en vista de su propia convicción de que la misión del artista es representativa. En la medida en que el pesimismo es una filosofía, cae fuera de su misión como escritor; en cuanto tal, ésta consiste en ver la vida y en consignar sobre el papel lo que ha visto. Pero esa visión era uniformemente sombría en Hardy. Por mucho que Hardy odiara esta etiqueta, el pesimismo envuelve todas sus novelas con la misma fuerza con que Housman lo distribuye por sus poemas. Y el de Hardy es aún más profundo. Incluso suele ir más allá y parece pensar que cuanto más refinado sea el espíritu de las personas, cuanto mayores posibilidades albergue, más total será la ruina que le sobrevenga.
Es difícil clasificar a Thomas Hardy, en parte porque no sigue en absoluto la línea de mayor realismo que iniciaron George Eliot y Trollope. Hasta cierto punto parece que vuelve a Scott, por la sensibilidad que demuestra por los entornos naturales, que en sus novelas ocupan un lugar aún más importante. Sin embargo, se parece poco a Scott en lo que a la descripción de la comunidad se refiere. Hay otros aspectos que nos recuerdan al siglo XVIII: la libertad con que utiliza el azar y la casualidad; los argumentos fuertes. Pero tampoco tiene el optimismo que caracterizaba al novelista del XVIII, esa sensación de frescura ante las posibilidades que ofrece la vida. Hardy es en muchas cosas un autor singular. Criado en un entorno rural y provinciano (en el condado de Dorset), tuvo por ello materia suficiente para conocer y comprender el paisaje, la vida y el modo de ser de los individuos y grupos de una sociedad rural. Este arraigo a la tierra explica por qué Dorset no iba a ser tan solo el escenario geográfico de su obra (reconvertido en el imaginario condado de Wessex), sino que se tenía que convertir en un elemento que influiría sobre el autor y los personajes y situaciones de sus novelas y poemas. La presencia desoladora e inmutable de Egdon Heath ―el brezal de Egdon― en The Return of the Native, con el misterioso y constante lenguaje de su viento, es de una efectividad sorprendente. Así, la tierra, los montes, los bosques y matorrales de Wessex se imponen sobre los hombres y sus ideas, moldeándolos con un poder impresionante. Hardy creó una obra literaria cuya belleza poética está impregnada de mitos, supersticiones y leyendas trágicas de los habitantes de esta parte del suroeste de Inglaterra; con la combinación de estos elementos alcanza este novelista sus momentos más inspirados. La creación de Wessex fue un gran servicio que Hardy prestó a las letras inglesas. Trollope había creado el modelo de una población catedralicia inglesa en su Barchester, con familias, edificios, relaciones y todo; pero Hardy sacó su Wessex del suelo. Es Dorset, principalmente, con algunos puntos extraños pertenecientes a los condados vecinos; pero sus características más importantes consisten en que es todo lo inglés que se puede concebir y que está bastante lejos de las metrópolis para ser eterno.
Como intérprete de la naturaleza y de las características de su región, Hardy es poco menos que inimitable. Nadie antes que él supo personificar con tanta fuerza el escenario rural y hacerlo sentir ―hosco y amenazador, o abierto y sonriente― como ente vivo que condiciona a sus personajes. Su conocimiento de la vida rural daba vida a los detalles de sus relatos, llenos de colorido y de atractivo por sí mismos, al margen de la importancia que revistieran en la cuidada estructura del argumento.
Todas sus novelas están ambientadas en una zona que él llama «Wessex», es decir en el suroeste de Inglaterra. El escenario puede variar, a veces predominan las áreas de cultivo, otras las pequeñas ciudades, o los interminables e inhóspitos brezales. Pero para Hardy el lugar siempre forma parte de lo esencial. En muchos de sus libros las secciones parecen estar marcadas no por las etapas que configuran la vida de sus protagonistas, sino por los lugares en que estos se encuentran. En sus libros nos evoca una Inglaterra rural perdida en lo más recóndito de la memoria. Y estas evocaciones las hace de manera inigualable. En sus representaciones de la naturaleza, sin embargo, evita los sentimentalismos y la mera complacencia; Hardy no cierra los ojos ante la crueldad del mundo natural. En The Return of the Native (El regreso del nativo) es evidente desde todo punto de vista que Egdon Heath, el escenario en que se desenvuelven los hechos, representa la fuerza principal de la novela, una fuerza poco benefactora, potente, absorbente, desagradable.
Hardy divide su producción novelística en tres secciones: novelas ingeniosas (Remedios desesperados, 1871; La mano de Ethelberta, 1876); de amor y fantasía (Unos ojos azules, 1873; Trumpet-Major, 1880; La bien amada, 1897); y de desarrollo del carácter de los personajes en un determinado marco ambiental. Su mejor producción corresponde al último grupo, y su intención al escribir es proporcionar una crítica de la vida mostrando a sus protagonistas no como héroes sino más bien como víctimas de unas circunstancias inevitables: la actuación del hombre en el drama de la existencia.
Hardy se fue abriendo camino paso a paso desde su primera novela, Remedios desesperados, hasta alcanzar el éxito con Lejos del mundanal ruido. Publicada anónimamente, Remedios desesperados utiliza muchas de las estrategias de Collins, aunque mucho menos eficazmente: "asesinato, chantaje, ilegitimidad, suplantación, espionaje, múltiples secretos, una bigamia insinuada y detectives aficionados y profesionales", todo ello está presente.
Los descubrimientos científicos produjeron euforia en las décadas de 1850 y 1860, y a la vez que el progreso y la técnica transformaban la concepción tradicional del universo, Hardy expresaba con su primera novela de carácter y ambiente su rechazo de este mundo que la imaginación científica había creado. Under the Greenwood Tree (Bajo el árbol de Greenwood, 1872) resulta un buen comienzo: es un idilio rural en el que dos jóvenes, el hijo del recadero del lugar y la maestra, encuentran el camino del verdadero amor después de muchas dificultades, que parecen absolutamente inevitables. Superior fuerza dramática presenta Far from the Madding Crowd (Lejos del mundanal ruido, 1874), novela en la que Hardy se reveló como un gran escritor. El tema ―muy característico del autor― lo constituye el contraste entre dos clases de amor: el egoísta, violento y sin escrúpulos, y, sin embargo, peligrosamente fascinante, representado por el sargento Troy, el amor sometido, humilde y desinteresado, representado por el pastor Gabriel Oak.
Con The Return of the Native (El regreso del nativo, 1878), la más sombría de sus novelas, Hardy alcanza la cima de su capacidad creadora y de su reputación como novelista. Asimismo se acentúa su tendencia al pesimismo y su sensación de que el hombre es víctima de fuerzas ocultas que rigen su fatal destino. La obra constituye una pintura, tan poética como cruel, de la vida rural inglesa de una época en una determinada comarca. The Return of the Native es una de las grandes novelas de Hardy. Comparados con la inmensidad inerte, empequeñecedora, del páramo, los personajes se ven diminutos; los viajes que emprenden resultan lentos, difíciles, son viajes que les obligan a atravesar paisajes hostiles; y los deseos a los que aspiran quedan absolutamente desinflados por el entorno. De Hardy podemos afirmar que es el único novelista capaz de captar al ser humano en su auténtica dimensión universal: insignificante. Sin embargo, ésta es una posición muy arriesgada para los novelistas. El regreso del nativo consigue salir del todo airosa, pero el éxito que consigue es por naturaleza esporádico. La ficción exige reconocer que el hombre, sus preocupaciones y las relaciones que entabla son de sumo interés y por eso en novelas posteriores Hardy no deja que la naturaleza usurpe este protagonismo.
En muchos momentos las novelas de Hardy hacen que el lector se revuelva ante los imprevistos, las coincidencias, los cambios de idea o de actitud que simplemente se nos comunican, sin ningún dramatismo. Con la publicación de El alcalde de Casterbridge en 1886 su fama y su prestigio quedaron asentados. En esta novela el lector queda sobrecogido por la poesía, por la integridad y por la sórdida coherencia con que Hardy nos transmite su visión del mundo. En Los habitantes del bosque trata del cisma matrimonial, no sobre la estrecha base de un contrato roto, sino sobre la base mucho más amplia de promover toda la felicidad posible durante "el breve tránsito por este triste mundo". En esta novela aparece por primera vez la idea de voluntad inmanente que procede de Schopenhauer, ese ciego determinismo que conduce las vidas a un fin para el que están predeterminadas y que dará lugar a la visión pesimista de la existencia que escandalizó a sus lectores tanto como la libertad de crítica y de costumbres que contienen sus novelas posteriores. En Los habitantes del bosque está ya todo ello, aunque en forma enunciada. A partir de la publicación de esta novela (1887), en la obra de Hardy se produce un cambio en su escritura narrativa de considerable importancia, pues las que hasta entonces eran historias dramáticas con un final razonablemente feliz se convierten con ésta ―y, sobre todo con Tess, la de los d'Urberville y Jude el oscuro― en historias de corte trágico, tan duras y críticas que causaron adversa recepción y escándalo, y le empujaron a abandonar la narrativa.
En sus dos últimas grandes obras, Tess, la de los d'Urberville (1891) y Jude el oscuro (1895), Hardy elevaría el rango de la novela inglesa hasta casi alcanzar la altura de la tragedia. Tess es una obra impresionante en la que se muestra la inexorable fatalidad persiguiendo a una «mujer pura» hasta su aniquilamiento. Aquí se muestra con grandeza shakespeariana la futilidad del esfuerzo humano cuando se encuentra con el destino adverso. La suerte cruel y una persecución atroz infligen a su heroína, moralmente inocente, los mayores estigmas. La mujer paga, como suele decirse, no sus propios hechos, sino los ataques y las reacciones brutales de los demás. Las coincidencias y desventuras que entrelazan la novela siempre se interpretan a largo plazo como factores que contribuyen al desastre. Y los momentos de felicidad que vive Tess, como cuando está en la granja de Talbothays, se ven amortiguados por un amenazante zumbido que nos advierte de que incluso esa felicidad tan natural puede ser engañosa, pura trampa. El mismo camino de aniquilamiento persigue la vida del protagonista de Jude the Obscure, la novela más pesimista de Hardy. En ella, la discordia matrimonial se convierte en un embrollo que parece haber asustado al autor mismo, pues se niega a resolver su problema, y se limita a plantearlo. Jude es el perfecto retrato del hombre a un tiempo mundano y espiritual, condenado a vivir en una época que no acierta a reconciliar ambas cualidades. The Well-Beloved (La bien amada, 1897) pertenece al grupo de novelas de amor y fantasía y, por tanto, se orienta en una línea menos pesimista.
La impresión final que se desprende de la filosofía narrativa de Hardy es la de la existencia de un sino maligno que actúa sobre la vida de los hombres, corrompiendo sus posibilidades de felicidad y conduciéndolos a la tragedia. Aunque esta intuición sobre la vida no se consolidó en forma de una filosofía, fue tan persistente que poseía todo el aspecto de una doctrina. A ello contribuiría su racionalidad, que se negaba a aceptar el optimismo del materialismo del siglo XIX al tiempo que rechazaba la consolación de la fe cristiana. A la vez que contemplaba la vida de esta forma tan despiadada y sin propósito alguno, no permanecía como un espectador ajeno a esa situación. Se apiadaba de los juguetes del destino, y esa compasión la hacía extensiva, a partir del hombre, a los gusanos y a las enfermas hojas de los árboles. Una concepción de este tipo proporcionaría a sus novelas una elevada seriedad que sería común a muy pocos de sus contemporáneos. Contra "las fórmulas meramente orales de la sociedad", que muchas gentes creen que son la verdadera moral, el autor invoca la autoridad de la naturaleza y el acuerdo tácito entre los hombres; pero no juzga ni toma partido. La raíz del mal es más profunda que nuestros convencionalismos.
La producción novelística de Hardy consta de unos veinte títulos, en los que se encuentran algunos de primerísima calidad artística y de auténticas cualidades humanas. Su filosofía fatalista y su actitud pesimista no se manifiestan de modo negativo, sino que, apeadas las ilusiones a un nivel de realidad, tienden a ofrecer una visión objetiva del mundo, proporcionando al lector motivos para enfrentarse con más aliento a los infortunios que inexorablemente presenta la vida. Por otra parte, su fatalismo trágico aparece con visos de un impulso del que emana indudable compasión por los sufrimientos y el destino del hombre. Hardy es él mismo cuando narra con un encanto insuperable y cuando se interna en el lado oscuro de la existencia.
George Gissing (1857-1903) no se puede comparar, como novelista, con George Eliot o con Hardy, pero estudió como ellos varios aspectos de la realidad de su tiempo, y los reveló con apasionamiento, aunque sin alcanzar altas metas artísticas. Su propia experiencia lo había preocupado por la pobreza y sus efectos embrutecedores sobre el carácter. Llevó una vida de las más desdichadas y no estaba suficientemente armado contra los dardos de la desgracia para dominar la depresión que impregna casi todos sus escritos. Sus obras son más bien reportajes o relatos biográficos novelados, en los que se descubren sus sufrimientos y los de tantos contemporáneos suyos aplastados por la losa de un sistema social injusto. Su afán de justicia y su deseo de que los humanos disfruten de un poco de felicidad se reflejan en todos sus libros. Ningún novelista inglés se enfrentó a los males de su siglo con un realismo más sincero. No hizo ninguna tentativa en la literatura popular, y durante mucho tiempo la sinceridad de su obra fue apreciada solo por un público limitado. En sus principales novelas describe la corrupción de la sociedad y le niega al lector la primicia de una solución fácil. Puede ser que este sentimiento de impotencia le haya hecho impopular entre los ingleses, que prefieren un elemento cómico en las tragedias y que aceptan las páginas implacables de un Dickens solo si van acompañadas por una dosis suficiente de materiales para provocar la risa. La nota predominante de sus obras es la de la vida luchadora de las clases depauperadas y bajas y el conflicto entre la educación y las circunstancias.
Sus novelas suelen ser hasta cierto punto autobiográficas. Workers in the Dawn (1880), la primera que escribió a los veintidós años, relata cómo el protagonista se casa con una chica de la calle, tal como había hecho el propio autor, y describe circunstancias de su vida que le llevan a perder la fe en los ideales de progreso y superación. En The Unclassed (La marginada, 1884) insiste en que una mujer de mala vida puede permanecer pura en el fondo de su corazón y ser capaz de realizar actos de auténtico altruismo. Sin embargo, la primera que llamó la atención fue Demos (1886), una novela que trata sobre ideas socialistas. Demos es la novela en que el autor se vuelca con mayor intensidad hacia los humildes, a los que considera materia fungible del agotador trabajo diario, al mismo tiempo que manifiesta su desconfianza más absoluta por los procedimientos democráticos, tanto políticos, como sociales y educativos. Sus novelas posteriores, The Nether World (El bajo mundo, 1889), Born in Exile (Nacido en el exilio, 1892) y The Odd Women (Mujeres extrañas, 1893), como indican sus títulos, son respectivamente: una descripción de los bajos fondos sociales al estilo de Víctor Hugo; un relato de la lucha de un hombre de origen humilde que busca la perfección humana y social, y se esfuerza para encontrar y conservar una compañera digna de él; una galería de caracteres femeninos que han fracasado en el matrimonio, que están contra el matrimonio por principio, o que por alguna circunstancia no llegan a casarse. Son mejores que las anteriores, aunque igualmente pesimistas. Entre lo mejor de Gissing está New Grub Street (La calle de N. G., 1891), novela semiautobiográfica en que se describe la penuria de un escritor en la sociedad londinense de entonces. Una atmósfera más amable se encuentra en Los documentos privados de Henry Ryecroft (1903), y es posible que sea eso lo que haya convertido este libro genial en la más popular de sus obras. Última de sus novelas completas, esta obra de recuerdos meditados expuestos rudamente en forma novelesca parecía anunciar el nacimiento de una perspectiva algo más luminosa, alejada del realismo pesimista y deprimente de sus anteriores trabajos. Revela la felicidad del autor al poder escapar al cautiverio de la vida de ciudad tras años de pobreza y de escribir para procurarse el sustento. La pobreza de Gissing y sus matrimonios desgraciados frustrarían en cierta medida su genio.
La sombría The Nether World (El bajo mundo, 1889), un exhaustivo estudio de las bestiales condiciones de semi-inanición, justifica que se diera a Gissing el título de «portavoz de la desesperación». Ésta y New Grub Street (1891), un estudio realista de la decadencia de las facultades imaginativas de un escritor por los cuidados pecuniarios y el exceso de trabajo, son, de entre sus novelas mejor desarrolladas, las más estrechamente examinadas y vigorosamente caracterizadas.
La acritud y el pesimismo de las obras de Gissing eran fruto no solo de las duras circunstancias de su vida, sino de su amor a los seres humanos, la conmiseración por sus sufrimientos, y el convencimiento de que en el mundo nunca se conseguirá establecer un régimen de justicia y comprensión. Habría llegado a ser un mejor novelista si no se hubiera dejado obsesionar tanto por sus infortunios.
El naturalismo francés de los años setenta del siglo XIX influyó profundamente en George Moore (1852-1933), de familia irlandesa pudiente, católico al principio y agnóstico después. Moore aprovecharía los años pasados en Francia para escribir estudios sobre Zola, Maupassant y los Goncourt. Fue muy consciente del arte que salía de su pluma, pero es también un poseur, y su prosa, aunque a menudo bella, rara vez está libre de una carga de afectación. Su talento fue muy variado, e incluye el atrevido naturalismo de Esther Waters (1894), entre otras obras. Moore es una figura literaria interesante y un tanto enigmática. Su carrera de escritor está vinculada a la búsqueda de un estilo perfecto. Aceptó de sus contemporáneos franceses la idea de que la vida es más real en los niveles más bajos, donde cunde el dolor y la miseria, como si el placer y la belleza carecieran de realidad. Este concepto le llevó a considerar solo lo penoso y lo sórdido. Estilísticamente, Moore recibió el influjo de Flaubert, de los Goncourt y de Walter Pater. La impronta del naturalismo francés aparece en su primera novela, A Modern Lover (Un amante moderno, 1883). Esta obra revela las inquietudes de Moore en sus años en París, cuando quería dedicarse a la pintura. Como novelista, Moore siguió los pasos de la escuela francesa de Flaubert y Zola, y se distinguió por su deliberado realismo. Su poderosa Mummer's Wife (La esposa del mimo, 1885) poseía elementos decididamente repulsivos. La protagonista pretende ser el retrato de una Madame Bovary inglesa; mujer sugestiva e inquieta, aniquilada por su incapacidad de adaptación y por la bebida. En 1894 apareció su principal creación novelística: Esther Waters, obra naturalista, que suscita inmediatamente la comparación con Tess, de Hardy, publicada tres años antes. En su tiempo, esta obra fue en la novela un ensayo tan audaz como lo fue The Second Mrs. Tanqueray en el teatro. No es Esther Waters, que inicialmente no fue bien recibida por el gran público, una crítica de los males derivados de la adicción al juego y las apuestas, como creyeron algunos;[cita requerida] Moore, al presentar a una joven infortunada en medio de un mundo indiferente y despiadado, se propone metas mucho más amplias. Evelyn Innes (1898) y Sister Theresa (1901) insisten en el estudio de la psicología y del temperamento femeninos a la luz de una estética realista.

### Novela naturalista en España
Walter T. Pattison ha estudiado con minuciosidad de erudito la penetración del naturalismo en España desde el primer artículo ―del corresponsal en París de la Revista Contemporánea, Charles Bigot―, que hace referencia a Zola y que trata de describir las características de su novela. Esto ocurría en 1876. Siguen una serie de artículos que culminan con el escandaloso éxito de L'Asommoir. A partir de este momento empieza a generalizarse la reacción en España ante el naturalismo. Las primeras reacciones son de escándalo por lo que se considera inmoralidad del naturalismo, y de congratulación por no tener en España tales porquerías. A partir de 1880 empiezan a traducirse novelas naturalistas. Pronto, salvo la actitud inteligente de alguna rara excepción, como Clarín, para el cual el naturalismo es válido siempre que no se pretenda exclusivo, las reacciones ante el movimiento francés se escindirán en dos grupos: los conservadores, como Alarcón ―que habla de la «mano negra» y de la «mano sucia» de la escuela naturalista― o como Pereda ―que reaccionó indignado cuando un crítico despistado lo calificó de naturalista―, para los cuales naturalismo era sinónimo de obscenidad y grosería; y los liberales, para los que era investigación de la verdad, observación de la realidad en su palpitación misma de modo científico.
En España el naturalismo se introdujo tardíamente con La desheredada de Pérez Galdós (1881). La crítica que Clarín escribió a esta novela suscitó una corriente de interés naturalista que se tradujo en discusiones públicas y diversos escritos; el más polémico fue, sin duda, el de Pardo Bazán (La cuestión palpitante), que rechazaba el determinismo y el positivismo zolescos. Hacia 1890 el interés de los novelistas españoles se desplazó hacia la literatura de base psicológica y espiritualista, por lo que en rigor no puede hablarse de un naturalismo español y sí de una influencia puntual del naturalismo francés. Destacan, sin embargo, Galdós, Pardo Bazán, Clarín y N. Oller, que adoptaron con originalidad los métodos de la escuela francesa.

### Narrativa naturalista en Estados Unidos
Hamlin Garland (1860-1940) publicó una serie de vigorosas historias en formato de libro. La primera que lo dio a conocer al público en general fue Main-Travelled Roads (1891), un vívido cuadro del Oeste tal como él lo conoció inmediatamente después de la guerra.
Frank Norris (1870-1902) está considerado como uno de los grandes escritores norteamericanos naturalistas del siglo XIX ―junto a Stephen Crane (1871-1900) y Hamlin Garland (1860-1940)―, cuyas bases estéticas e ideológicas consisten en renunciar voluntariamente a la relación de fuerzas conocimiento/diversión, para hacer pasar todo el conocimiento por el cedazo de lo real, profundizando así en la psicología y en la entraña espiritual de los personajes. Durante mucho tiempo, y en especial a través de su obra más emblemática, McTeague (1899), Norris ha sido equiparado con el áspero naturalismo literario francés, sin prestar demasiada atención a su tendencia al simbolismo y a cierta truculencia al estilo american gothic. Norris escribió las siguientes novelas: Moran of the «Lady Letty» (1898), un relato de aventuras en la costa de California; McTeague (1899), una historia de los barrios marginales de San Francisco; Blix (1899), una historia de amor; La mujer de un hombre (1900); The Octopus (1901) y The Pit (1903). Las dos últimas eran potentes historias que cimentaron la reputación del autor, y que formaban parte de una incompleta trilogía que, con el título genérico de The Epic of the Wheat, narraba la confrontación de intereses entre los cultivadores de trigo de California y el oligopolio ferroviario (The Octopus), y sobre la especulación del trigo en el mercado de Chicago (The Pit).
Con su novela Sister Carrie (1900), Theodore Dreiser (1871-1945) se propuso ejecutar un manifiesto naturalista o, como él prefiere, realista, lo cual dice mucho sobre la cultura norteamericana de la época.

## Poesía y teatro

### Poesía naturalista en lengua inglesa
Thomas Hardy (1840-1928) no fue un poeta filosófico, aunque en el fondo de toda su obra parece estar latente una firme creencia en la crueldad de la vida y en que los sentimientos de hombres y mujeres se ven atormentados por ello. En sus numerosas poesías líricas breves nos presenta a hombres y mujeres atrapados en la trágica ironía de la circunstancia, descargando su crueldad los unos sobre los otros, o perseguidos por un destino malévolo. La brevedad con que fueron realizados estos retratos tan bien definidos evidencia el arte poético individual que poseía el autor. En ocasiones llega a alcanzar las cotas máximas de una imaginación extraña y dominadora.

### El naturalismo en Alemania
En los años inmediatamente posteriores a la guerra franco-prusiana, las condiciones imperantes eran desfavorables para la producción literaria en Alemania, y el restablecimiento del imperio dejó relativamente poca huella en la literatura nacional. Durante un tiempo, todas las mentes estuvieron absortas en el Kulturkampf, en los problemas financieros ―el denominado Gründertum― debidos a la especulación sin escrúpulos, y, finalmente, en el rápido auge de la socialdemocracia como fuerza política. Pero incluso si no se hubieran dado tales elementos perturbadores, el tono general de la vida intelectual alemana en aquel momento no era lo suficientemente boyante como para inspirar un vigoroso renacimiento literario. La influencia de Hegel seguía siendo fuerte, y el método "histórico", tal como fue enunciado en Der alte und der neue Glaube (1872) por el hegeliano D. F. Strauss, era generalmente aceptado en las universidades alemanas. Para muchos, el compromiso que H. Lotze (1817-1881) había intentado establecer entre la ciencia y la metafísica, supuso un alivio de la tradición hegeliana, pero en la literatura y en el arte la fuerza dominante seguía siendo, como antes de la guerra, la filosofía de Schopenhauer.
El teatro de los años setenta se encontraba en unas condiciones aún menos esperanzadoras que durante el período anterior. Sin embargo, los últimos quince o veinte años del siglo XIX se distinguieron en Alemania por una notable actividad literaria.
Detlev von Liliencron (1844-1909), poeta, dramaturgo y novelista, llamó inicialmente la atención por el volumen de poemas Adjutantenritte und andere Gedichle (1883). Posteriormente aparecerían otras colecciones de poesía lírica en 1889, 1890 (Der Heidegänger und andere Gedichte), 1893 y 1903 (Bunte Beute). Liliencron es uno de los más eminentes poetas líricos alemanes de su tiempo; su Adjutantenritte, con su fresca nota original, rompió con las desgastadas convenciones literarias que habían sido impuestas desde mediados de siglo. No obstante, la obra de Liliencron resulta un tanto desigual.
Arno Holz (1863-1929) comenzó su carrera poética interesándose por algunos de los poetas líricos más modernos. Pero no quedó muy satisfecho con ellos, ya que deseaba desentrañar científicamente el fundamento del arte, y recurrió a una forma extrema de naturalismo bajo la influencia de Zola y otros modernos. Das Buch der Zeit. Lieder eines Modernen (El libro del tiempo: canciones de un moderno, 1885) mostraba esta tendencia, que el autor convirtió en una teoría positivista conjuntamente con Johannes Schlaf. Durante los años 1887-88 estos dos hombres trabajaron juntos asiduamente. En su drama Familie Selicke (La familia Selicke, 1890) sacrificaron todo a su principio fundamental del naturalismo.
Holz continuó trabajando en solitario, con mucha seguridad en sí mismo, en sus teorías artísticas, y después trató de ponerlas en práctica en obras como la comedia Die Sozialaristokraten (Los aristócratas sociales, 1896); el poemario Phantasus (1899); Dafnis, Lieder auf einer alten Laute (Dafnis, canciones con un viejo laúd, 1903-04); el drama Traumulus (1904), y la tragedia Ignorabimus (1913). Se le debe a Holz una posición importante entre los escritores que influyeron en el curso de los acontecimientos literarios en Alemania en las últimas décadas del siglo XIX. Solo es necesario mencionar su influencia sobre Hauptmann y Sudermann. No produjo ninguna obra de arte perdurable y en este sentido sus admiradores lo han sobrevalorado en demasía, pero como fuerza estimuladora, como generador de nuevas ideas sobre el arte, tiene asegurado un lugar en la historia literaria.
Mientras estudiaba en Berlín, Johannes Schlaf (1862-1941) entró en contacto con la agrupación «Durch», el centro neurálgico del naturalismo berlinés, cuyo resultado fue la estrecha colaboración que mantuvo con el también escritor Arno Holz entre 1888 y 1892. El período más significativo de su producción literaria fue, sin duda, el de los años de la colaboración con Holz. La colección Neue Gleise (Nuevas vías), editada en 1892, reúne los estudios más significativos elaborados por ambos escritores conjuntamente. Entre ellos destacan Papa Hamlet (Papá Hamlet, 1889) y el drama Familie Selicke (La familia Selicke, 1890). Estos estudios, en los que se analiza la sociedad del momento de forma minuciosa, con descripciones sutiles y observaciones muy detalladas, constituyen uno de los puntos álgidos del naturalismo alemán. Poco a poco fue cayendo en el olvido, y hoy en día es considerado tan solo por el gran valor de su producción de contenido naturalista.
Gerhart Hauptmann (1862-1946), el más original de los escritores alemanes de su tiempo, es más o menos único. Desde mediados de la década de 1880, Hauptmann se dedicó por entero a la labor literaria, y pronto alcanzaría una gran reputación como uno de los principales representantes del teatro moderno. Sus primeras obras fueron escritas bajo la influencia ya sea de un realismo intransigente o bien de esa forma modificada de realismo introducida desde Escandinavia. El primer drama de Hauptmann, Vor Sonnenaufgang (Antes del amanecer, 1889), inauguró el movimiento realista en la literatura alemana moderna; fue seguido por Das Friedensfest (El festival de la paz, 1890), Einsame Menschen (Gente solitaria, 1891) y Die Weber (Los tejedores, 1892), un poderoso drama que describe la insurrección de los tejedores de Silesia en 1844. También escribió dos tragedias sobre la vida campesina en Silesia, Fuhrmann Henschel (Henschel el carretero, 1898) y Rose Berndt (1903).
El talento dramático de Hermann Sudermann (1857-1928) se ha desarrollado en líneas más uniformes. Sudermann, dramaturgo y novelista, ejerció como periodista, fue editor del Deutsches Reichsblatt (1881-82), y después se dedicó a escribir novelas. A pesar de su enorme talento como narrador, sintió que su destreza como dramaturgo era mayor, y en 1889 (año del inicio del movimiento realista en el teatro alemán) fue representada, el 27 de noviembre, su primera obra, Die Ehre (Honor), en el Teatro Lessing de Berlín. Esta obra, que originalmente pretendía ser una tragedia, era un pseudo-nietzscheano ataque a la moral de los humildes, y tuvo un gran éxito: recibió una acogida en Berlín más entusiasta de la que hubiera caído en suerte a cualquier obra alemana durante más de una generación. El éxito de Die Ehre se debió en primera instancia a la habilidad que Sudermann había mostrado al adaptar las ideas de su época y los nuevos métodos de representación dramática al tradicional drama burgués alemán. Esto es característico de la mayoría de las numerosas obras que vendrían después. Die Ehre inauguró un nuevo período en la historia de la escena alemana. Fue seguida por Heimat (7 de enero de 1893), en la que Sudermann enfatiza de nuevo el derecho del artista a una vida moral más libre que la de la pequeña burguesía, y que está construida con un efecto dramático tan contundente que ha llevado la reputación de Sudermann por todo el mundo. Esta obra, ya sea en el original alemán o en traducciones que comúnmente llevan por título Magda ―el nombre de la heroína―, es probablemente considerada como el drama más conocido y más exitoso de finales de siglo. Su éxito es atribuible a al menos cuatro causas: su tema de rebelión contra la tiranía paterna generaba una actitud comprensiva en su tiempo, su construcción es hábil y teatral en todos los sentidos, contiene una serie de episodios pintorescos y personajes divertidos, y destaca por sus vigorosos diálogos; pero, sobre todo, su heroína es una "nueva mujer" nada convencional, presuntuosa y emotiva que le brinda a una actriz una oportunidad inusual para una demostración de temperamento. La técnica es una inteligente combinación del naturalismo de Ibsen y los métodos del drama de tesis común en las obras de Dumas hijo. Hay en esta obra algo de la tendencia moralista y didáctica de los dramaturgos franceses posteriores, especialmente de Dumas hijo, y toda su delicadeza técnica. De sus restantes dramas, cabe destacar los siguientes: Die Schmetterlingsschlacht (1894), Das Glück im Winkel (1895), Morituri (1896), Johannes (1898), Die drei Reiherfedern (1899), Johannesfeuer (1900), Es lebe das Leben! (1902), Der Sturmgeselle Sokrates (1903) y Stein unter Steinen (1905). Observador perspicaz, escritor de ideas brillantes y sugestivas, Sudermann es, por encima de todo, el dramaturgo práctico; pero es una lástima que el elemento teatral de su obra eclipse con demasiada frecuencia sus cualidades literarias.
La falta de estabilidad era característica del movimiento realista en Alemania; la tendencia idealista de la mentalidad alemana demostró adaptarse mal al intransigente realismo de la escuela francesa, y los realistas alemanes, ya sea en la narrativa o en el teatro, trataron finalmente de escapar de las consecuencias lógicas de sus teorías. Incluso Sudermann nunca ha sido un realista consecuente. En consecuencia, no es sorprendente descubrir que, en poco tiempo, la ficción alemana volvió a los problemas psicológicos y emocionales, a la representación poética o simbólica de la vida, que estaba más en armonía con el temperamento alemán que el más robusto realismo de Flaubert o Zola.

## El naturalismo en otros países europeos

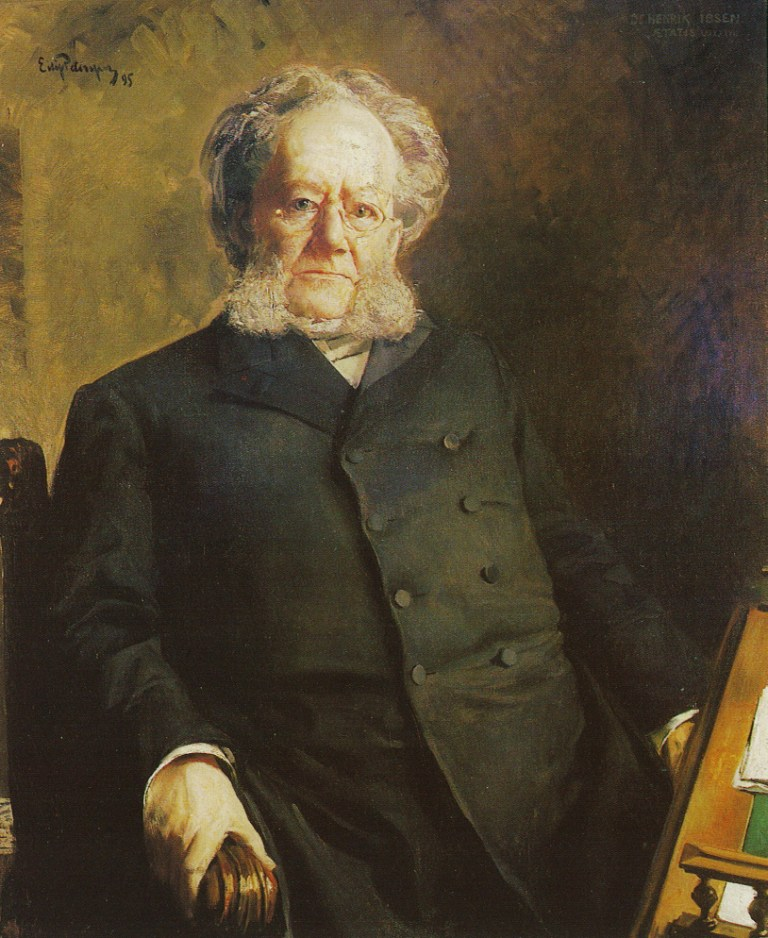
Retrato de Henrik Ibsen (1895), obra del pintor noruego Eilif Peterssen (1852-1928).

Los conflictos políticos, bélicos y sociales europeos de las décadas de 1860 y 1870 ―la guerra de los Ducados, la guerra franco-prusiana y la Comuna de París― convencieron al dramaturgo noruego Henrik Ibsen (1828-1906) de que todo estaba conspirando para dar comienzo a una nueva época de individualismo. Esta desilusión en asuntos políticos tuvo una influencia muy directa en la obra literaria de Ibsen. Le convenció de que en el camino de la reforma nada podía esperarse de las democracias, de las grandes masas obcecadas de hombres movidos caprichosamente en cualquier dirección, sino que la única esperanza para el futuro debe residir en el estudio de la personalidad, en el desarrollo del carácter individual. Se propuso diagnosticar las condiciones de la sociedad, la cual, según se había convencido a sí mismo, yacía enferma de muerte. En consecuencia, en los años subsiguientes se dedicó a la plasmación de críticas sociales, cimentadoras de su fama universal: Los pilares de la sociedad (1877), Casa de muñecas (1879) y Espectros (1881), obras de factura más exquisita y en las que expone, de manera escandalosa para la época, la esclavitud de la mujer, tanto intelectual como económica (Casa de muñecas), o el peso de la herencia del pasado (Espectros).
En el primer drama de este nuevo período, Los pilares de la sociedad (1877), trató el problema de la hipocresía en un pequeño núcleo comercial de la industria, y trazó en la familia Bernick un maravilloso retrato del egoísmo social en una próspera ciudad portuaria. Había cierta similitud entre esta obra y Casa de muñecas (1879), aunque esta última tuvo mucho más éxito en despertar curiosidad. De hecho, ninguna producción de Ibsen ha sido tan ampliamente discutida como esta, que no obstante no es la más coherentemente concebida de sus obras. Aquí también la hipocresía social era objeto de sátira por parte del dramaturgo, pero esta vez principalmente en relación con el matrimonio. En Casa de muñecas, Ibsen desarrolló por primera vez sus puntos de vista con respecto al individualismo de la mujer. En sus escritos anteriores había representado a la mujer como una ofrenda al hombre consagrada y complaciente; en este comienza a explicar que ella tiene no menos un deber para con ella misma, y debe mantener viva su propia concepción del honor y la responsabilidad. La conclusión de Casa de muñecas fue violenta y continuamente debatida a lo largo y ancho de Europa, y es probable que la larga tradición de calificar a Ibsen de "inmoral" se deba a la situación de Nora Helmer más que a cualquier otra cosa. Desafió las convenciones aún más audazmente en Espectros (1881), tal vez la más poderosa de la serie de obras en las que Ibsen diagnostica los males de la sociedad moderna.
Triunfante en París y Berlín, Espectros causó escándalo en Londres y Oslo. Ibsen estaba asombrado e indignado por la acogida ofrecida a Espectros, y por la insolente indiferencia de la mayoría a toda idea de reforma social. Sin embargo, Ibsen continuó por ese camino y las tres próximas obras son la culminación de su arte: Un enemigo del pueblo (1882), El pato salvaje (1884) y Rosmersholm (1886). La primera es la de mayor carga ideológica, acusada de cierto maniqueísmo. Estas obras representan un retorno al sentido de lo trágico, en las que los personajes se enfrentan a un destino o denuncian la verdad ante los poderes o el pueblo. Así, Un enemigo del pueblo está escrita más como un panfleto que como una obra de teatro. El Dr. Stockmann, el héroe de esta obra, descubre que el sistema de drenaje del balneario del que depende su pequeña ciudad es defectuoso y sus aguas, impuras y peligrosas. Supone que las autoridades le estarán agradecidas por haber advertido dichas deficiencias; por el contrario, lo expulsan de su entorno como a un "enemigo del pueblo". En esta obra aparece la famosa y característica sentencia de Ibsen: "Una minoría puede tener razón, la mayoría siempre está equivocada". El siguiente drama de Ibsen, El pato silvestre (1884), está escrito en singular contraste con el entusiasmo y el ardor que habían inspirado Un enemigo del pueblo. Aquí el autor se muestra sórdido y pesimista hasta un punto que no tiene parangón en sus obras. El pato silvestre es el más oscuro y el menos desahogado de los estudios de Ibsen sobre la vida social, y el objetivo del autor al componer la obra no resulta obvio. Con Rosmersholm (1886) se alzó nuevamente a la talla de su genio; se trata de una obra melancólica, pero no pesimista ni cínica. Los destinos que rondan las vidas contrastadas de Rosmer y Rebecca, el hombre escrupuloso de voluntad débil y la mujer decidida y de voluntad firme, la vieja cultura y la nueva, la conciencia enfermiza y la robusta, crean una espléndida antítesis dramática.
August Strindberg (1849-1912), narrador y dramaturgo sueco, se dedicó al periodismo y posteriormente se vengaría con creces de la trivialidad e ineptitud de ese entorno en su famosa Röda rummet (La habitación roja, 1879), descrita en el subtítulo como esbozos de la vida literaria y artística. La "habitación roja" era el lugar de encuentro en un pequeño café de Estocolmo de una sociedad de periodistas y artistas indigentes, cuyo fracaso y desesperación son resaltados frente a la prosperidad de una típica pareja burguesa. En estas historias ya hace su aparición el odio fanático de Strindberg hacia la mujer, viéndose precipitados los desastres de los personajes principales por el egoísmo y la inmoralidad de las mujeres. La habitación roja y la colección de esbozos satíricos titulada Det nya riket (El nuevo reino, 1882) incrementaron la creciente hostilidad hacia Strindberg.
La novela Hambre (1890), del escritor noruego Knut Hamsun (1859-1852), se considera la primera novela moderna de la literatura escandinava, pero no resulta difícil ver que tiene un pie en la época realista o naturalista y otro en esa modernidad que marcaría el cambio de siglo. Todavía reinaba en Noruega el realismo. Ibsen seguía escribiendo piezas teatrales fuertemente ancladas aún en esta escuela literaria (en 1890, concretamente, publicó Hedda Gabler), aunque ya con ciertas indicaciones hacia el simbolismo que marcaría sus últimas obras; Zola seguía escribiendo novelas naturalistas (en 1890 salió La bestia humana). Hambre tiene, al menos a primera vista, varias lecturas. Se podría hasta cierto punto ―pero solamente hasta cierto punto― leer como una novela naturalista que describe con minucioso lujo de detalle las penurias de un joven desesperado; sus descripciones del hambre, por ejemplo, son puramente fisiológicas y realistas, y la terrible escena contemplada por el narrador en la que un viejo paralítico observa a su hija haciendo el amor con un marinero de paso está pintada de la más pura y dura manera naturalista.